# Toshiki Okada
Pour les articles homonymes, voir Okada.
Toshiki Okada (japonais : 岡田利規, né le 3 juillet 1973, est un dramaturge, metteur en scène et romancier japonais, fondateur de la compagnie de théâtre « chelfitsch ». Il est lauréat de l'édition 2008 du prix Kenzaburō Ōe pour « La fin de la période spéciale qui nous était permise » (わたしたちに許された特別な時間の終わり, Watashitachi ni yurusareta tokubetsu na jikan no owari), livre composé de deux romans. Il est connu pour « son usage d'un japonais hyper-colloquial et son unique chorégraphie ».

## Biographie
Né à Yokohama, au Japon, en 1973, Toshiki Okada commence à fréquenter la faculté d'affaires et de commerce de université Keiō en 1992. Fan de Jim Jarmusch et Wim Wenders, Okada aspire à être un réalisateur de cinéma quand il est au collège, ce qui l'amène à rejoindre un club de théâtre à l'université Keiō. Ce faisant, il gagne en expérience dans l'écriture de scénarios ce qui le pousse aussi à s'intéresser à la mise en scène. Durant sa première année à Keiō, il apprend l'existence de Hideki Noda par le biais de la troupe de ce dernier, The Dream Wanderers (夢の遊眠社, Yume no Yūmin-sha), qui donnent une dernière représentation en 1992. Le style moderne et « inattendu » de Noda influence les premières pièces d'Okada.
Okada forme la compagnie théâtrale « chelfitsch » en 1997. Le nom « chelfitsch » (チェルフィッチュ), repris du mot anglais selfish est toujours écrit avec un « c » minuscule (en katakana il est écrit チェルフィッチュ.). Après le séisme de 2011 de la côte Pacifique du Tōhoku, « chelfitsch » a quitté Yokohama pour Kumamoto afin d'éviter les menaces du séisme et de la contamination nucléaire. Okada a dirigé toutes les productions de la compagnie.
Son travail a reçu de nombreux prix et récompenses. Cinq jours en mars, pièce qui juxtapose un couple passant cinq jours dans un love hotel et le début de la guerre d'Irak, remporte la 49e édition du prix théâtral Kishida en 2005. Air-Conditioner/Cooler est finaliste à l'édition 2005 des prix de chorégraphie Toyota  et Enjoy, présenté en décembre 2006 au nouveau théâtre national de Tokyo. Son livre La fin de la période spéciale qui nous était permise (japonais : わたしたちに許された特別な時間の終わり, Watashitachi ni Yurusareta Tokubetsu na Jikan no Owari), publié en février 2007, est composé de deux romans. L'un est un remaniement de sa pièce Cinq jours en mars ; l'autre, une pièce antérieure, est intitulée Nos nombreux endroits (Watashitachi no Basho no Fukusu). Le livre est couronné du prix Kenzaburō Ōe en 2008. Okada est nommé pour la 28e édition du prix Mishima pour son adaptation en roman de sa pièce Current Location (現在地 Genzaichi?), présentée au théâtre des arts de Kanagawa le 20 avril 2012. Outre des récompenses et des reconnaissance pour des travaux spécifiques, il a également reçu en 2005 le prix de la culture de Yokohama et le prix d'encouragement de Yokohama pour l'art et la culture.
En plus de la direction de ses propres pièces, il a également mis en scène Cascando (en) de Samuel Beckett pour le Tokyo International Arts Festival Beckett Centennial Memorial Festival, Friends de Kōbō Abe au Setagaya Public Theater et 
plusieurs programmes d'ateliers avec des étudiants de théâtre.
Outre des représentations au Japon, « chelfitsch » a tourné à Bruxelles, Vienne, Paris, Cardiff, Salzburg, Singapour, Seattle etc..
En 2012, Okada créé sa première pièce en anglais, Zero Cost House, en collaboration avec Pig Iron Theatre Company (en).

## Style
Le travail d'Okada se distingue par son utilisation d'une langue idiosyncrasique fragmentée et abrégée dans la langue vernaculaire des Japonais dans leur vingtaine, qui est délibérément inarticulée, étirée et circulaire. Le langage du corps physique des interprètes, composé de gestes et de mouvements disjoints, accompagne des phrases entrecoupées. Les comédiens se réfèrent à eux-mêmes dans le dialogue et leurs personnages sont souvent étiquetés seulement « Acteur Un»  et avec la même « caractère » est joué par plus d'un interprète.
Un exemple typique se trouve dans l'ouverture d'Enjoy (2006), traduit par Aya Ogawa :

« Acteur 1 : Nous allons commencer avec le premier acte ... Ce gars nommé Kato était dans le métro, l'autre jour, il se trouvait sur la ligne Keio et, il a eu une rencontre puis, quand il était assis à côté de... Il y avait ces deux femmes qui parlaient, mais... Kato n'avait pas du tout l'intention d'écouter bien sûr, mais, alors qu'il entendait, pour être honnête, il... à la fin, à partir du milieu de la conversation, il s'est complètement mis à écouter mais... vous savez comment pour la messagerie de texte ils ont ces autocollants d'écran que vous mettez sur votre téléphone pour garder votre écran caché de la personne à côté de vous, et il n'y a pas de telles choses pour la voix, de sorte qu'en un sens, c'est un peu trop mauvais vous savez, ce qui peut être comme totalement une excuse, mais... mais avec cette conversation, c'était un peu comme de quelque façon que vous le regardez, leurs voix étaient, nettement au-dessus et au-delà ce qui est un volume normal, je veux dire allez, c'était comme ça et c'était parce que... au-dessus de ce que le contenu de la conversation elle-même était, aurait piqué l'intérêt de quiconque dans ce... »

## Pièces
- On the Harmful Effects of Marihuana (2003).
- Five Days in March (2004)[1]
- Air-Conditioner/Cooler (2004)[1]
- The End of Toil (2005)
- Enjoy (2006)[1]
- Freetime (2008)
- Hot Pepper, Air Conditioner, and the Farewell Speech (2009)
- We Are Someone Else Being Not Injured (2009)
- Three Women[1]
- Zero Cost House (2012)
- Ground and Floor (2013)
- Super Premium Soft Double Vanilla Rich (2014)[7]
- God Bless Baseball (2016)
- Time's Journey Through a Room (2016)